# József Attila Művelődési és Konferencia Központ (Salgótarján)
A salgótarjáni József Attila Művelődési és Konferencia Központ a város egyik nevezetessége. Tervezője Szrogh György.

## Története
A Hild-díjas salgótarjáni városközpont egyik reprezentatív épületét, a József Attila Művelődési Központot 1966 tavaszán avatták fel. A Szrogh György által tervezett művelődési ház szimbolikus jelentést hordoz, mert a város sokáig nélkülözte az igazi urbánus jelleget adó kulturális arculatot.  „Megérkezése” Salgótarjánba döntő módon hozzájárult a városiasodáshoz, igazi várossá váláshoz. Átadása ugrásszerű minőségi változást eredményezett a város kulturális életében, tevékenysége hatással volt a megye egész közművelődésére, hiszen új funkciójú közművelődési intézmény született. Nem csak a városi művelődési alaptevékenységet biztosította, hanem szakmai hozzáértésével, kísérleteivel és tapasztalataival segítette a megyei közművelődési hálózat intézményeit is. Impozáns architektúra, igényes, innovatív művelődési programok jellemezték. Az 1970-es években a legnagyobb színházteremmel rendelkezett. Új törekvéseire országosan is felfigyeltek a szakmai körökben. Itt rendezték meg az Országos Bábjátékos Bemutató Színpadot, az Animációs Filmszemlét, Országos Pop-Rock Tábort. A Szabadtéri Szoborkiállítás pedig egyedülálló, eredeti elképzelés alapján valósult meg.
 A város kulturális életében mérföldkőnek számító intézmény a Városi Tanács felügyelete alatt működött, majd 1989 őszétől a városi önkormányzat fenntartásában áll. Alapításától a rendszerváltást megelőző évekig megyei művelődési központként funkcionált, ellátva a város közművelődési alapellátását, illetve a megyei módszertani és szolgáltatói feladatkört. Salgótarján Megyei Jogú Város Önkormányzata a települési önkormányzatok számára megfogalmazott közművelődési feladatok ellátását 2011. július 1-től a 100%-os önkormányzati tulajdonú, elsődlegesen közművelődési tevékenységi körrel rendelkező Salgótarjáni Közművelődési Nonprofit KFT-vel láttatja el.
Ettől az évtől a József Attila Művelődési Központ, a KFT.  keretében működik.
Belső tereiben és külső építészeti környezetében országos és nemzetközi hírű képzőművészek alkotásai találhatók. A főbejáratnál Kő Pál József Attiláról mintázott bronz domborműve fogadja a látogatókat. A belső klubban látható Kiss Sándor bronz díszkapuja, az Üvegcsarnok falát Blaskó János muránói üvegből készült mozaikja díszíti. Az intézmény Kertjében Melocco Miklós Térdeplő nő című szobra, az épület előtti Fő téren Varga Imre Radnóti szobra és Somogyi József Szabadság emlékműve, az intézmény mögött Varga Imre Város című domborműve került elhelyezésre. Az épület a kulturális célra hasznosítható terei alapján, építészetileg három részre tagolódik. Phare pályázat segítségével 2006-ban felújításra került az épület, melynek eredményeként új lehetőségként kávéház, konferenciaterem áll rendelkezésre. Az intézmény napjainkban is jelentős szerepet játszik a város kulturális életében. A rendezvények összeállítása során valamennyi korosztály érdeklődési körét figyelembe veszi, műfajok sokszínűségét kínálja a városlakók számára. Nemzeti ünnepeket, jeles napokat szervez, a fesztiválok pedig igazi kulturális csemegét kínálnak évről, évre.
A művelődési központ nevéhez fűződik a város egyik legjelentősebb kulturális eseménye, a Tarjáni Tavasz programsorozata és az ennek keretében zajló, eddig 33 évet megélt Nemzetközi  Dixieland Fesztivál. Szervezi a város színházi életét, szórakoztató és zenei programot kínál különböző korosztályoknak. Itt zajlik a színházi, zenei élet legjava. 2012-től a művelődési központ ad helyet a legendás, több mint 100 éves Petőfi színjátszók utódainak, a Zenthe Ferenc Színháznak.
Az Üvegcsarnokban rendszeresen kiállítások, bemutatók láthatók.
Teret ad, segítséget nyújt a civil szervezeteknek, köröknek, amatőr művészeti csoportoknak. Az intézmény szakmai tevékenységei között meghatározóak a közösségi formák, a művészeti csoportok, az ismeretterjesztő előadások, kiállítások, műsoros rendezvények.
A kötetlen formában megvalósuló játszóházak, vásárok, fórumok szervezése is szorosan hozzátartozik a napi tevékenységhez.
Salgótarjánt pezsgő kulturális élet jellemzi. A hét szinte minden napján kultúrát és értéket közvetít, közösséget épít, izgalmas programokkal kínál kulturált szórakozást, kiváló lehetőséget nyújt a szabadidő hasznos eltöltésére.
Nógrád megye legnagyobb közművelődési feladatokat ellátó szervezeteként szakmai területen mindig is a folyamatosan szolgáltató, közvetítő, újító, fejlesztő, központi szerepkörre törekszik.  A József Attila Művelődési Központ az itt élő lakosság művelődési aktivitását felkeltő, segítő, biztosító tevékenységi rendszert és feladatellátást végez, amely lehetőséget nyújt az önművelésre, a civil önszerveződésre, a közösségi művelődésre, az egész életen át tartó, és az élet minden területére kiterjedő művelődésre. 
A József Attila Művelődési Központ 2021-ben felvételt nyert a Salgótarjáni Értéktárba, 2021. márciusában elnyerte a családbarát hely tanusító védjegyet, 2022-ben a Nógrád Megyei Értéktár Bizottság „Nógrádikum-díjban” részesítette, 2023-ban a Balassi-Díj Kuratóriuma Kulturális Tevekénységért Díjat adományozott részére.